# Brett Hayman
Brett Ronald Hayman (født 3. maj 1972 i Melbourne) er en australsk tidligere roer og tredobbelt verdensmester.
Hayman var styrmanden i både toer med styrmand, firer med styrmand og otter for Australien. Han var med ved OL 1996 i Atlanta i otteren, der blev nummer seks. I 1997 var han med i letvægtsotteren, der vandt VM-guld, og året efter var han med i toeren, hvor han vandt en ny VM-guldmedalje sammen Nick Green og James Tomkins. Ved samme VM var han også med i fireren, der ligeledes vandt guld.
Ved OL 2000 i Sydney vandt australierne deres indledende heat, men i finalen måtte de bøje sig for Storbritannien, der vandt guld med et forspring på under et sekund til australierne på andenpladsen, mens Kroatien tog bronzemedaljerne. Resten af den australske båd bestod af Christian Ryan, Nick Porzig, Rob Jahrling, Mike McKay, Stuart Welch, Alastair Gordon, Daniel Burke og Jaime Fernandez.

## OL-medaljer
- 2000:  Sølv i otter